# Шишкинское (Башкортостан)
Шишкинское (баш. Шишкинское) — упразднённый в 1980 году посёлок Кальтовского сельсовета Иглинского района БАССР РСФСР (сейчас Республика Башкортостан Российской Федерации).

## География
Находился посёлок в 33 километрах от ближайшей железнодорожной станции Иглино, в 20 км от ближайшей пристани Охлебинино, в 33 км районного центра села Иглино и в 8 км от центра сельсовета села Кальтовка.

## Население
В 1969 году проживали 84 человека, преимущественно русские.

## История
Название, как пишет Словарь топонимов БАССР, происходит от антропонима Шишкин с суфф. -ск-(-ое).
Исключён из списков населённых пунктов в 1980 году согласно Указу Президиума ВС Башкирской АССР от 05.11.1980 N 6-2/359 «Об исключении некоторых населенных пунктов из учетных данных по административно-территориальному делению Башкирской АССР».